# イスラトラビル
イスラトラビル（Islatravir, 4′-ethynyl-2-fluoro-2′-deoxyadenosine, EFdA, or MK-8591）は、HIV感染症およびAIDS（後天性免疫不全症候群） の治療・予防薬として開発中の薬品であり、核酸系逆転写酵素阻害薬（NRTI）の一種である。 メルク・アンド・カンパニーは現在、イスラトラビルを薬物溶出型の製品として治験を実施している。
横浜薬科大学の大類洋特任教授が合成し、ヤマサ醤油と満屋裕明国立国際医療研究センター研究所長による生物学的評価により開発された。当初はマウスの実験で毒性が高かったものの、分子の改良で毒性は低減した。その後臨床開発になるにあたり、メルク社に導出された。
イスラトラビルはすでに承認済みのHIV薬とは異なる複数の仕組みを介してHIVの逆転写酵素を阻害する。
HIV感染予防効果の検討を目的とする第3相試験IMPOWER 22とIMPOWER 24を含む6種の試験は、一部の患者に総リンパ球数およびCD4陽性T細胞数の減少が認められたことにより、2021年12月に米国食品医薬品局 (FDA) によりclinical hold（実施保留）とされた。治療を目的とする7種の試験も同時にpartial clinical hold（部分的実施保留）とされている。2022年9月、メルク社はpartial clinical holdとされたよりも低用量のイスラトラビルを治療薬としてドラビリンと併用する新たな第3相試験の実施を発表した。

## 効能・効果
HIV感染症